# Szczepkowo Borowe (gromada)
Szczepkowo Borowe – dawna gromada, czyli najmniejsza jednostka podziału terytorialnego Polskiej Rzeczypospolitej Ludowej w latach 1954–1972.
Gromady, z gromadzkimi radami narodowymi (GRN) jako organami władzy najniższego stopnia na wsi, funkcjonowały od reformy reorganizującej administrację wiejską przeprowadzonej jesienią 1954 do momentu ich zniesienia z dniem 1 stycznia 1973, tym samym wypierając organizację gminną w latach 1954–1972.
Gromadę Szczepkowo Borowe z siedzibą GRN w Szczepkowie Borowym (w obecnym brzmieniu Szczepkowo Borowe) utworzono – jako jedną z 8759 gromad na obszarze Polski – w powiecie mławskim w woj. warszawskim, na mocy uchwały nr VI/10/8/54 WRN w Warszawie z dnia 5 października 1954. W skład jednostki weszły obszary dotychczasowych gromad Górowo-Trząski, Nowawieś-Dmochy, Połcie Stare, Smolany-Żardawy, Szczepkowo Borowe, Szczepkowo-Giewarty i Szczepkowo-Iwany ze zniesionej gminy Szczepkowo w tymże powiecie.
1 stycznia 1955 gromadę włączono do powiatu nidzickiego w woj. olsztyńskim.
W 1957 roku gromada miała 15 członków gromadzkiej rady narodowej.
Gromadę zniesiono 1 stycznia 1960, a jej obszar włączono do gromady Janowiec Kościelny w tymże powiecie.